# Francisco Javier Toledo
Francisco Javier Toledo Rivera (30 de setembro de 1959 - 3 de agosto de 2006) foi um futebolista profissional hondurenho, que atuava como meia.

## Carreira
Francisco Javier Toledo fez parte do elenco da histórica Seleção Hondurenha de Futebol da Copa do Mundo de 1982, ele fez uma partida. 